# Yijiang
Yi Jiang, ou literalmente Jiang de Yi, foi a primeira rainha da dinastia Zhou da China Antiga, na condição de esposa principal do rei Wu, o fundador da dinastia.

## Vida
Sabe-se muito pouco a respeito da biografia de Yi Jiang. É sabido que ela era filha de Jiang Ziya, um antigo oficial da dinastia Shang que recebeu asilo político na casa de Ji Chang, o conde Wen do estado de Zhou, quando foi perseguido pelo rei Zhou da dinastia Shang. Yijiang se casou com o segundo filho de Ji Chang, Ji Fa, o futuro rei Wu, no ano do seu primeiro encontro por volta de 1055 a.C.. Ela deu à luz dois filhos, sendo o mais velho Ji Song, futuro rei Cheng de Zhou, nascido provavelmente em 1054 a.C.. O segundo filho foi Ji Yu, futuro duque de Tang.
Yi Jiang pertencia à família Jiang e era nascida em Yi. O seu casamento com Ji Fa foi uma de muitas instâncias de casamentos arranjados entre membros das famílias Ji e Jiang, que possuíam uma antiga aliança dinástica. Era considerado um sinal de boa sorte para os governantes de Zhou quando se casavam com consortes da família Jiang, esta uma antiga família aristocrática que vinha perdendo sua proeminência nos últimos anos da dinastia Shang, e foi restaurada ao poder após a fundação da dinastia Zhou.